# Паоло Серрао
Паоло Серрао (італ. Paolo Serrao; 11 квітня 1830, Філадельфія — 17 березня 1907, Неаполь) — італійський композитор і музичний педагог.

## Життя і творчість
У дитинстві виявив себе як обдарований піаніст, у восьмирічному віці дебютував з оркестром в Катандзаро, виконавши фортеп'янний концерт Даніеля Штейбельта. У 1839 році за поданням провінційної влади отримав стипендію короля Фердинанда II для навчання в неаполітанській Консерваторії Сан-П'єтро Мажелла, де його наставником став піаніст Франческо Ланца. Потім він вивчав контрапункт під керівництвом Карло Конті, а згодом — композицію у Саверіо Меркаданте, який справив на нього вирішальний вплив. Завдяки Меркаданте театр, який тепер носить його ім'я, в 1850 році замовив Серрао його першу оперу (італ. L'impostore). Постановка цієї опери, однак, була заборонена поліцією, яка вважала молодого композитора учасником антиурядових заворушеннях 1848 р. Така ж доля спіткала і другу оперу Серрао, і тільки третя, «Перголезі», на лібрето Федеріко Кверча про життя композитора Джованні Баттіста Перголезі, побачила світ в 1857 році. Найбільший успіх чекав наступну сценічну роботу Серрао, оперу «Герцогиня Гіз» (італ. La Duchessa di Guisa; 1865), на лібрето Франческо Марії П'яве, поставлену в 1868 році в театрі Сан-Карло. У 1873–1878 рр. Серрао був директором цього театру. Крім опер він написав також Траурну симфонію і Реквієм пам'яті свого вчителя Меркаданте, ряд камерних творів, духовну музику. 
З 1860 року викладав гармонію в Консерваторії Сан-П'єтро Мажелла, в 1863 році перейшов на катедру контрапункту і композиції, в 1878–1887 рр. був директором консерваторії. Педагогічна кар'єра Серрао була тривалою й успішною, до числа його учнів належать Умберто Джордано, Франческо Чілеа, Джузеппе Мартуччі, Руджеро Леонкавалло, Алессандро Лонго, Аттіліо Бруньолі, Вітторіо Монті, Франко Альфано та інші провідні італійські музиканти. 

## Нагороди
- Кавалер Ордену Корони Італії.